# Liste von Persönlichkeiten der Stadt Selm
Diese Liste von Persönlichkeiten der Stadt Selm umfasst die Bürgermeister, Ehrenbürger, Söhne und Töchter der Stadt sowie weitere Persönlichkeiten mit Bezug zur Stadt.

## Bürgermeister seit 1919
- 1919 – 1927: Heinrich Kamphaus, Zentrum
- 1927 – 1929: Hugo Kamphaus, Zentrum
- 1929 – 1933: August Uphues genannt Feldmann, Zentrum
- April 1933 – August 1933: Fritz Wille, NSDAP
- 1933 – 1945: Wilhelm Held, NSDAP
- 1946 – 1948: Wilhelm Brüggemann, CDU
- 1948 – 1962: Wilhelm Liebetrau, SPD
- 1962 – 1964: Ernst Kraft, CDU
- 1964 – 1969: Bernd Jakob, SPD
- 1969 – 1989: Ernst Kraft, CDU (zum zweiten Mal)
- 1989 – 1999: Inge Hamann, SPD
- 1999 – 2004: Marie-Lis Coenen, CDU
- 2004 – 2009: Jörg Hußmann, CDU
- 2009 – 2020: Mario Löhr, SPD
- 2020 – 2020: Thomas Orlowski, SPD

## In Selm geborene Persönlichkeiten

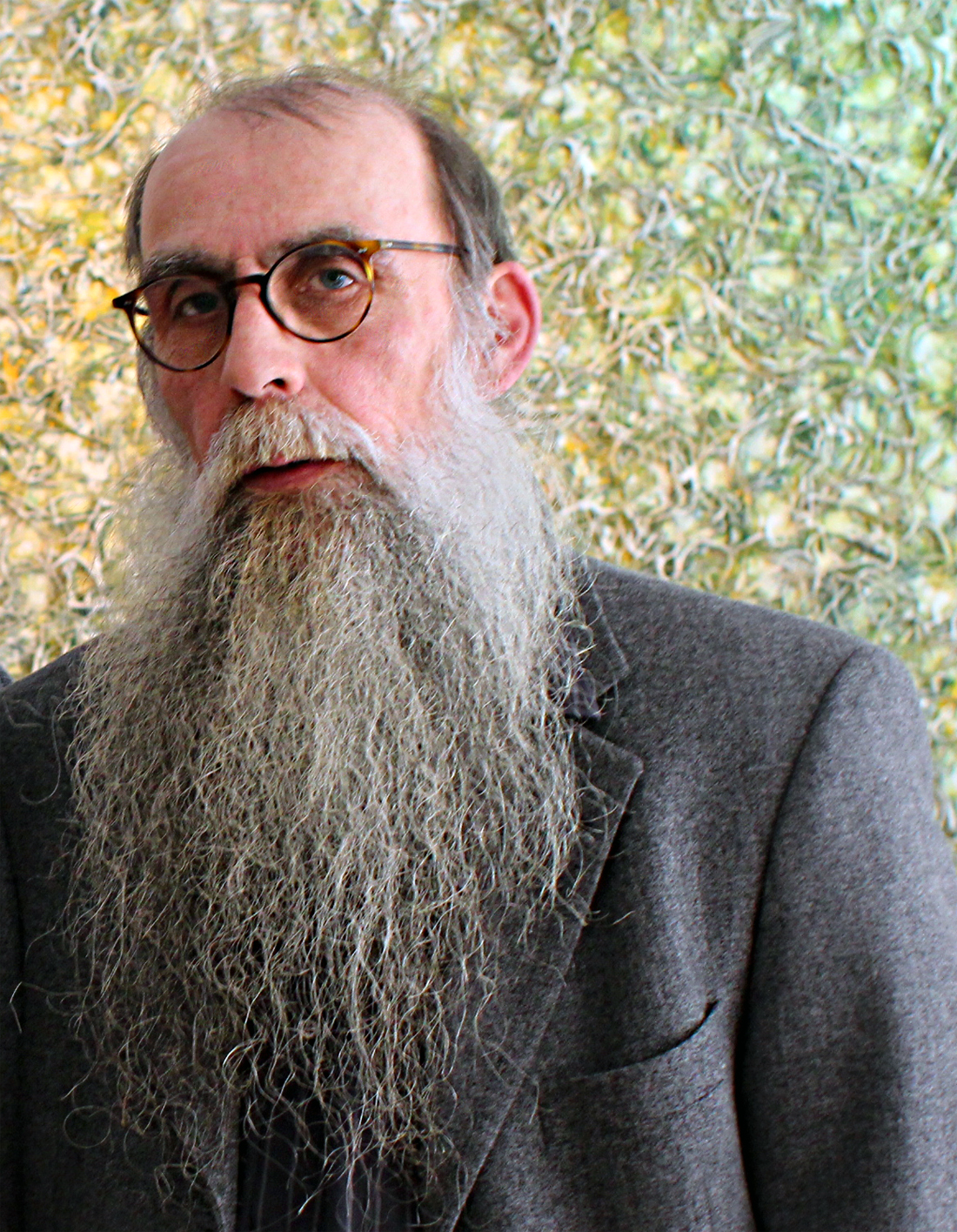
Heinz Cymontkowski (* 1954) freischaffender Künstler.

- Anna Blume, geb. Helming (* 21. April 1936 in Selm-Bork; † 18. Juni 2020 in Köln), Künstlerin, Fotografin
- Heinz Cymontkowski (* 1954 in Selm), freischaffender Künstler, BBK-Mitglied, Kunstpreisträger der Stadt Selm und des Heinrich-Bußmann-Preises der Stadt Lünen
- Johann Michael Fritz (* 1936), Kunsthistoriker
- Rolf Fritz (1904–1992), Kunsthistoriker
- Ulrich Janetzki (* 5. September 1948 in Selm), Literaturwissenschaftler
- Karl Kertelge (* 28. April 1926 in Selm; † 29. Juni 2009 in Münster), katholischer Priester, Domkapitular des Bistums Münster, Neutestamentler und Professor an der Universität Münster
- Bernhard Lappe (* 1858 in Selm; † 1934 in Dorsten), Bürgermeister der Stadt Kaldenkirchen und der Stadt Dorsten
- Norbert Rethmann (* 1939), Unternehmer
- Gottfried Sperling (* 10. November 1921 in Selm; † 18. Januar 1991 in Neubrandenburg), Politiker (SED) und Bauernfunktionär
- Georg Heinrich Vieter SAC (* 13. Februar 1853 in Selm-Cappenberg; † 7. November 1914 in Jaunde, Kamerun), römisch-katholischer Bischof und erster Apostolischer Vikar von Kamerun, im Rufe der Seligkeit gestorben

## Bekannte Einwohner und mit Selm verbundene Persönlichkeiten

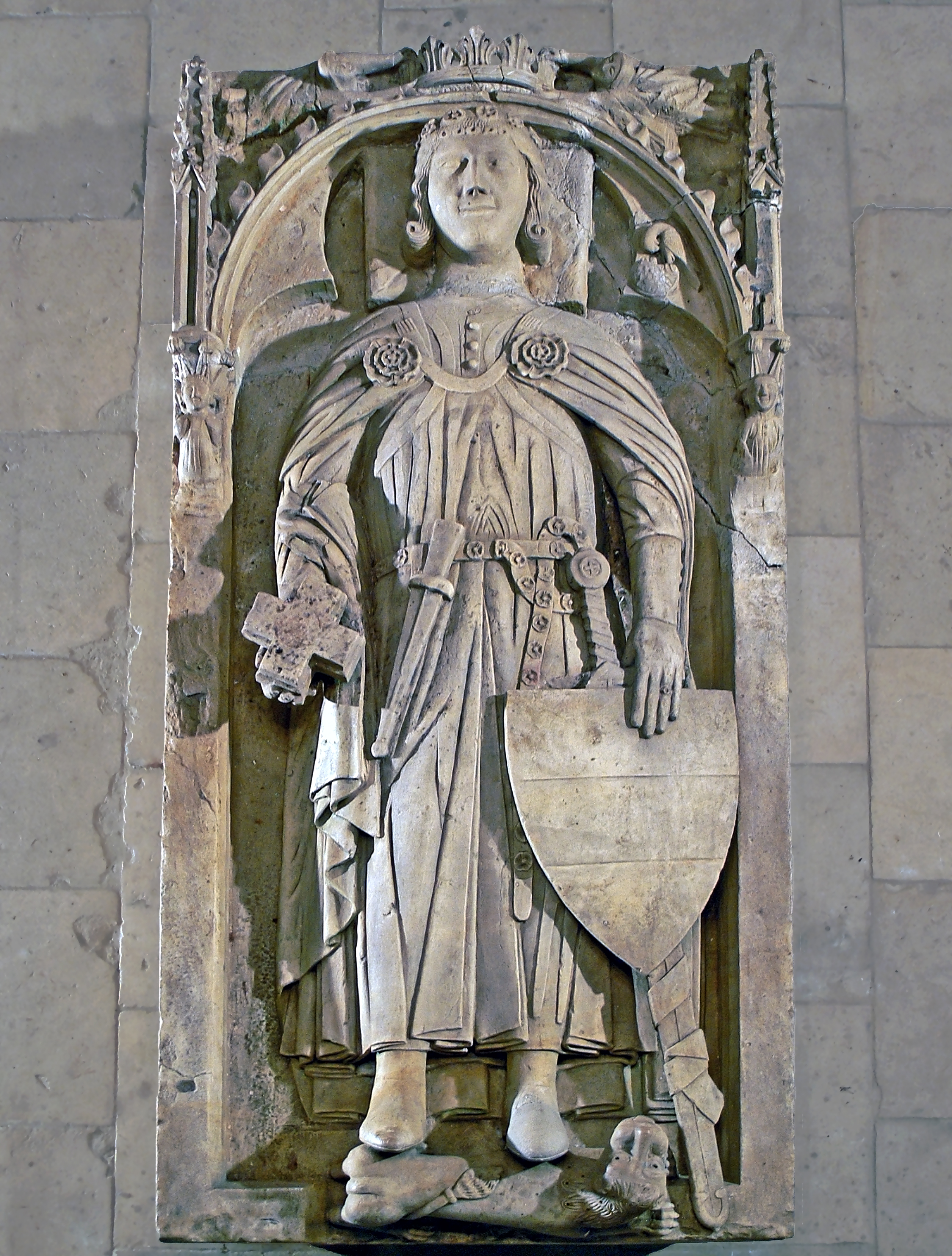
Gottfried von Cappenberg (* 1096/97 – 1127), westfälischer Graf, Prämonstratenser, der als Heiliger verehrt wird.

- Chris Andrews (* 15. Oktober 1942 in London), Schlagersänger, heiratete auf Schloss Cappenberg, wohnhaft in Selm am Ternscher See#
- Josef Annegarn (* 13. Oktober 1794 in Ostbevern; † 7. Juli 1843 in Braunsberg), römisch-katholischer Priester und Theologe (Professor für Kirchengeschichte), von 1830 bis 1836 Pfarrer in Selm; Namensgeber für die Annegarnstraße
- Theo Bleckmann (* 28. Mai 1966 in Dortmund), Jazzsänger und Komponist, in Selm aufgewachsen
- Günter Boas (* 15. Februar 1920 in Dessau; † 14. Dezember 1993 in Selm), Jazz- und Bluesmusiker
- Georg Brüning (* 12. August 1851 auf der Burg Botzlar; † 17. Dezember 1932 in Beuthen, Oberschlesien), deutscher Jurist, Politiker und langjähriger Bürgermeister/Oberbürgermeister von Beuthen O/S.
- Gottfried von Cappenberg (* 1096/97 in Cappenberg; † 13. Januar 1127 in Ilbenstadt), westfälischer Graf, Prämonstratenser, als Heiliger verehrt, katholischer Gedenktag am 13. Januar
- Otto von Cappenberg (* um 1100 in Cappenberg; † 23. Februar 1171 in Cappenberg), Propst des Klosters Cappenberg und Taufpate des Kaisers Friedrich I. Barbarossa. Er wird in der römisch-katholischen Kirche als Seliger verehrt. Sein Gedenktag ist der 23. Februar.
- Walter Gerhold, (* 8. Juni 1921 in Benolpe bei Olpe (Sauerland); † 2. März 2013 in Lünen) Einzelkämpfer und Einmanntorpedofahrer, erster Träger des Ritterkreuzes des Eisernen Kreuzes der Kriegsmarine im Mannschaftsstand, lebte in Selm-Cappenberg
- Jochem Gröning (* 4. Juni 1954 in Lüdinghausen), Jurist, Richter am Bundesgerichtshof in Karlsruhe, in Beifang aufgewachsen
- Ludger Jonas (* 8. Februar 1957 in Waltrop), aufgewachsen in Selm-Cappenberg, katholischer Pfarrer und Domkapitular des Bistums Münster
- Theodor König (* 21. November 1825 in Cappenberg; † 27. Mai 1891 in Beeck bei Duisburg), Gründer der König-Brauerei in Duisburg-Beeck
- Hermann Landois (* 19. April 1835 in Münster; † 29. Januar 1905 ebenda), Zoologe, Hochschullehrer und Gründer des Westfälischen Zoologischen Gartens zu Münster, Dozent an der  Ackerbauschule auf der Burg Botzlar
- Michael Meier (* 15. November 1949 in Lünen), aufgewachsen in Selm-Cappenberg, Fußballfunktionär, Ex-Manager bei den  Fußball-Bundesligisten Borussia Dortmund und 1. FC Köln
- Horst Mühlmann (* 2. Januar 1940 in Dortmund; † 17. November 1991 in Selm), Fußballspieler sowie American-Football-Profi, lebte und starb in Selm
- Ashwin Raman (* 18. Juni 1946 in Mumbai), Reporter, Dokumentarfilmer und Grimme-Preisträger
- Werner Sanß (* 27. April 1913 in Münster; † 5. Mai 2004 in Selm), Theologe, von 1951 bis 1978 Pfarrer in Selm, Friedensaktivist und erster Träger des Aachener Friedenspreises
- Eric Schildkraut (* 6. November 1906 in Fröndenberg[A 1]; † 16. Juli 1999 in Hamburg), Schauspieler; von 1908 bis 1933 in Selm, von 1933 bis 1945 in der Emigration, danach am Thalia Theater Hamburg
- Heinrich Schulze Altcappenberg (* 30. März 1953 in Lünen); ehem. Direktor des Kupferstichkabinett in Berlin (2002–2017), Biobauer in Cappenberg[1]
- Theo Schneider (* 23. August 1960 in Dortmund), aufgewachsen in Selm; ehemaliger Fußballprofi, jetziger Trainer der zweiten Mannschaft von Borussia Dortmund
- Ansgar Schwenken (* 1. Dezember 1969 in Lüdinghausen), aufgewachsen in Selm, ehemals Mitglied des Vorstands beim Fußball-Bundesligisten VfL Bochum
- Heinrich Friedrich Karl Reichsfreiherr vom und zum Stein (* 25. Oktober 1757 in Nassau; † 29. Juni 1831 in Cappenberg), preußischer Beamter, Staatsmann und Reformer, erwarb 1816 das Schloss Cappenberg und lebte danach dort
- Wolfram Wuttke (* 17. November 1961 in Castrop-Rauxel; † 1. März 2015 in Lünen), wohnte in Selm, ehemaliger deutscher Fußballnationalspieler